# Kenny Bräck

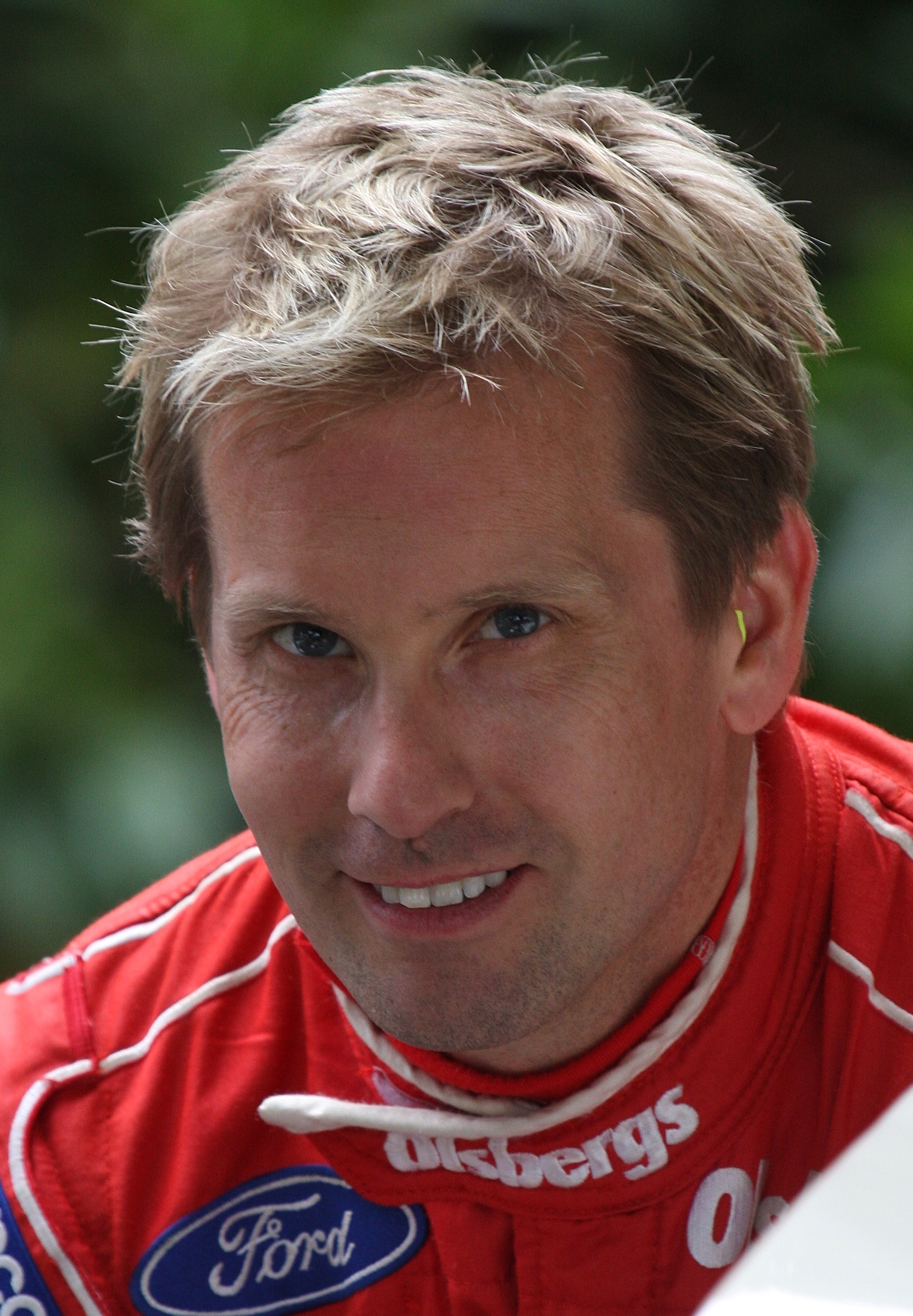
Kenny Bräck en 2011.

Kenny Bräck (Arvika, Suecia, 21 de marzo de 1966) es un piloto de automovilismo sueco. Fue campeón de la Indy Racing League en 1998, subcampeón en 1999, subcampeón de la CART en 2001, y cuarto en 2000. Logró un total de nueve victorias en automóviles Indy, destacándose las 500 Millas de Indianápolis de 1999, y 22 podios. También fue medallista de oro en la prueba de rally de los X Games Los Ángeles 2009.

## Inicios
Bräck fue campeón de la Fórmula Ford Júnior Sueca en 1986. En 1988 ascendió a la Fórmula 3 Sueca, donde terminó cuarto. Luego disputó la Fórmula 3 Británica en 1989 y la Fórmula Opel Lotus Euroseries en 1990 y 1991. El piloto pasó a correr la Copa Renault Clio Escandinavia en 1992, resultando campeón con nueve victorias en diez carreras.
El sueco disputó la Skip Barber Pro en 1993, donde obtuvo el título con seis victorias en 12 carreras. También se desempeñó como piloto de pruebas del equipo Williams de Fórmula 1.
Bräck disputó la Fórmula 3000 Internacional 1994 con el equipo Madgwick, donde terminó 11º con un podio. Al año siguiente finalizó tercero en dicho certamen, obteniendo una victoria y tres podios. El piloto pasó al equipo Super Nova en 1996, con el que logró tres victorias y siete podios, para culminar segundo en el campeonato a tres puntos de Jörg Müller. Ese mismo año, fue probador de Ligier y Footwork.

## IRL y CART
Al no conseguir butaca en la Fórmula 1, Bräck continuó su carrera deportiva en Estados Unidos, al disputar en 1997 la Indy Racing League con el equipo Galles. Ese año logró dos quintos puestos. En 1998 se unió al equipo Foyt, con el que logró tres victorias para obtener el título frente a Davey Hamilton, Tony Stewart y Scott Sharp. En 1999 ganó las 500 Millas de Indianápolis y sumó cuatro podios, lo que lo colocó segundo en la tabla general por detrás de Greg Ray.
El piloto pasó de la IRL a la CART para la temporada 2000, fichando por el equipo Rahal. Logró cuatro podios y puntuó en 13 de 20 carreras, de modo que terminó cuarto en el campeonato por detrás de Gil de Ferran, Adrián Fernández y Roberto Moreno, y obtuvo el premio a Novato del Año.
Continuando con Rahal, el sueco acumuló cuatro triunfos, dos segundos puestos y 12 arribos en zona de puntos en 20 carreras. Ese año quedó segundo en el campeonato, por detrás de De Ferran.
En 2002, Bräck pasó al equipo Ganassi de la CART. Logró una victoria y tres podios, y puntuó en 10 de 19 carreras. Así, culminó sexto en el clasificador final. Ese mismo año, llegó 11º en las 500 Millas de Indianápolis, también como piloto de Ganassi.
El sueco retornó al equipo Rahal, que pasó de la CART a la renombrada IndyCar para la temporada 2003. Obtuvo un segundo puesto, un cuarto y tres quintos, de modo que quedó noveno en la tabla general.
En la última carrera de la IndyCar 2003 en Texas, Bräck sufrió un gravísimo accidente, cuando su auto entró en contacto con el auto de Tomas Scheckter impulsándolo con violencia a hacia la malla del circuito en donde sufrió una brutal desaceleración de 214 g que en consecuencia le provocó fracturas múltiples. Su recuperación le llevó 18 meses. El piloto retornó a la competición en las 500 Millas de Indianápolis de 2005. Obtuvo el mejor registro en clasificación, 227,598 mph (366,283 km/h), pero debió largar en la octava fila debido a que no calificó en el primer día y abandonó por falla mecánica. Fue su última carrera en monoplazas.

## Otras actividades
Bräck disputó el minitorneo de stock cars International Race of Champions en 1999 y 2001, resultando sexto y tercero respectivamente. En las ocho carreras en que participó, obtuvo un segundo puesto, dos terceros, dos cuartos y un quinto.
El piloto volvió a correr en 2009, al disputar la prueba de rally de los X Games Los Ángeles. Allí batió a Travis Pastrana en la final para obtener la medalla de oro al volante de un Ford Fiesta. Luego ha participado en el Goodwood Revival y carreras de rally menores.
Bräck aparece brevemente en la película Driven, ambientada en la temporada 2000 de la CART.
Desde 2015 es piloto de pruebas de McLaren Automotive, el fabricante de automóviles de calle del grupo McLaren.